# George Maciunas

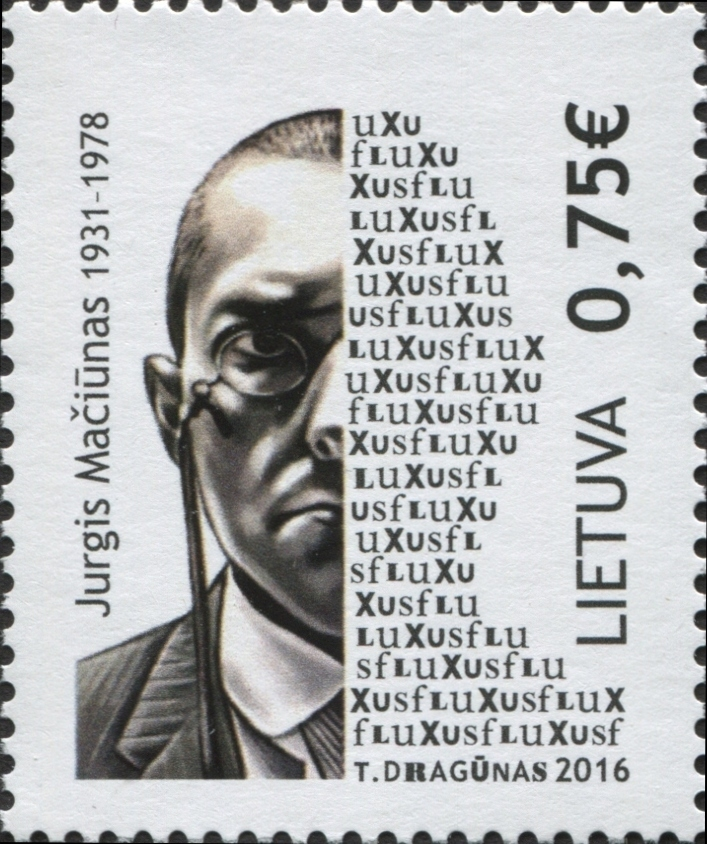
George Maciunas 2016.

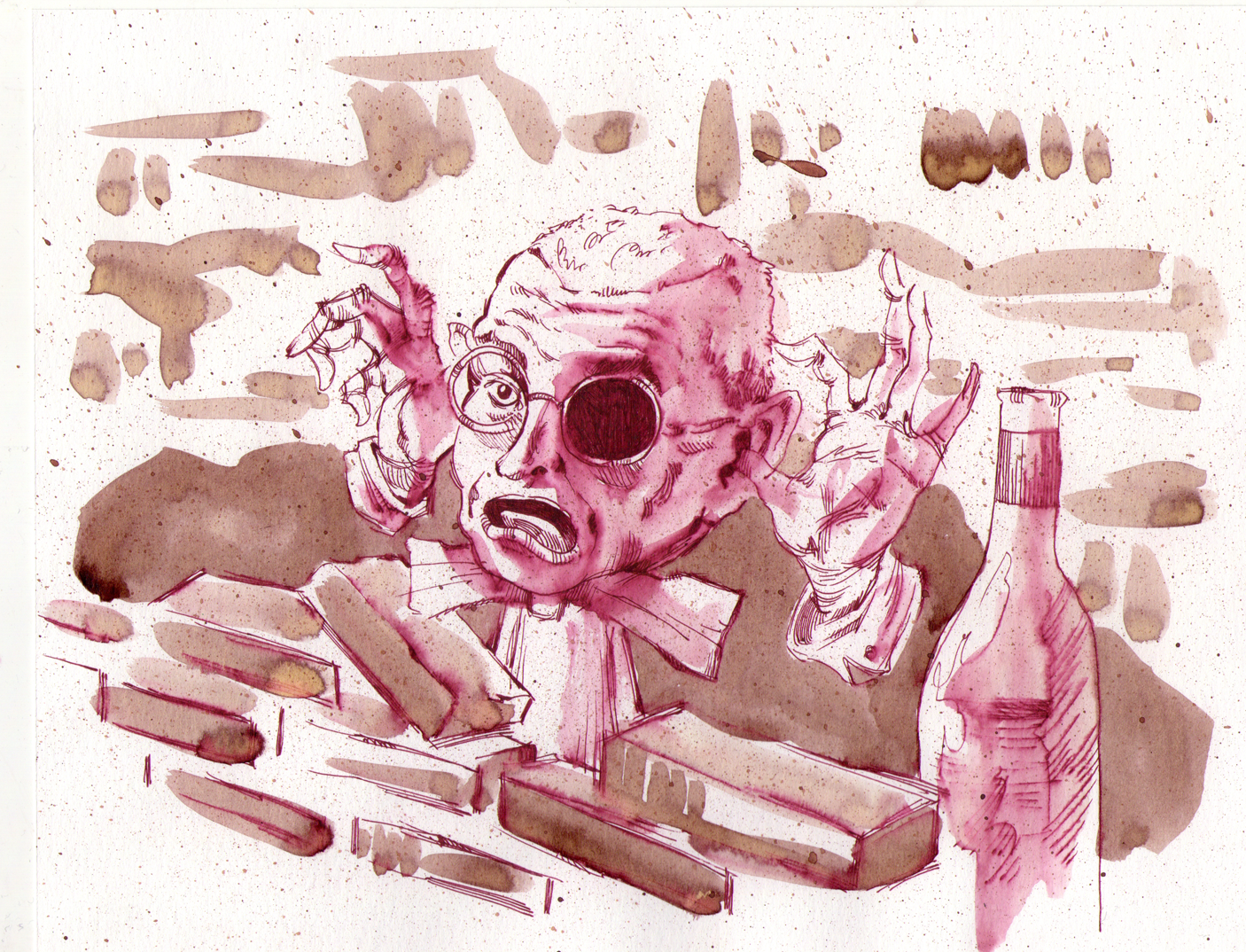
Illustratie van George Maciunas

George (Litouws: Jurgis) Maciunas (Kaunas, 8 november 1931 - Boston, 9 mei 1978) was een Amerikaans kunstenaar van Litouwse afkomst.
Hij werd geboren in Kaunas in Litouwen, maar woonde vanaf 1948 in de Verenigde Staten, waar hij aan de Cooper Union School of Art studeerde. 
Hij werd bekend als een van de oprichters van de artistieke beweging Fluxus. Hij propageerde Fluxus in New York, en later in Europa, door happenings en concerten te organiseren. In Europa initieerde hij de geruchtmakende Fluxus-concerten in Wiesbaden, Parijs, Düsseldorf (Festum Fluxus Fluxorum in de Staatliche Kunstakademie), Amsterdam, Den Haag en Kopenhagen.
Fluxus wilde als tegenbeweging tegen het abstract expressionisme de beeldende kunst uit zijn 'ivoren toren' halen; mengvormen ontwikkelen en demystificeren, zoals John Cage dit in de muziek had gedaan. 'Fluxus-composities' zijn vaak speels, meestal tijdgebonden (soms zeer kort) en veelal zeer onorthodox.

## Tijdlijn
- 1931 - Jurgis Maciunas, geboren op 8 november in Kaunas, Litouwen.
- 1944 - Russen vallen Litouwen binnen, familie vlucht naar Duitsland.
- 1948 - Emigratie naar VS.
- 1949 - 52 Studeert kunst, grafiek en architectuur aan de Cooper Union School of Art in New York.
- 1952 - 54 Studeert architectuur en muziekwetenschap in Pittsburgh. In 1954 sterft zijn vader.
- 1954 - 60 Studeert kunstgeschiedenis in New York.
- 1960 - Werkt als designer in New York. De term "Fluxus" wordt bedacht als titel voor een tijdschrift dat echter nooit verschijnt. Hij ontmoet La Monte Young, George Brecht, Al Hansen, Dick Higgins, Allan Kaprow, Jackson Mac Low bij de compositielessen van Richard Maxfield.
- 1961 - Verandert zijn voornaam in George. Opent met Almus Salcius de AG galerie aan de Madison Avenue. Ontwerpt voor Mac Low en La Monte Young An Anthology wat een invloedrijke Fluxusbron zal worden. Galerie moet wegens geldgebrek sluiten. Vliegt met zijn moeder naar Wiesbaden waar hij een baan aanneemt als tekenaar voor de U.S.-luchtmacht. Ontmoet de belangrijkste avant-garde kunstenaars van Duitsland en Frankrijk.
- 1962 - Fluxusbeweging ontstaat door organisatie van de eerste Europese Fluxusfestivals in Wiesbaden, Kopenhagen en Parijs. Deelnemers zijn Maciunas, Addi Köpcke, Alison Knowles, Benjamin Patterson, Dick Higgins, Emmett Williams, Eric Andersen, Nam June Paik, Tomas Schmit en Wolf Vostell. Plannen voor Fluxus-edities. Declamatie van het manifest Neo-Dada in Music, Theater, Poetry, Art in Wuppertal.
- 1963 - Ben Vautier, Daniel Spoerri, Robert Filliou, Joseph Beuys en Willem de Ridder sluiten zich aan. Fluxusfestivals in Düsseldorf, Amsterdam, Den Haag, Nice. Terugkeer naar New York.
- 1964 - Feestelijke opening van de Fluxhall. Publiceert The GreatFrauds of Architecture.
- 1965 - 69 Uitgeven van drukwerk en multiples. Verschillende projecten voor collectieve huisvesting van kunstenaars in pakhuizen in SoHo.
- 1696 - Maciunas koopt Ginger Island op de Britse Maagdeneilanden om een Fluxuskolonie op te zetten met geprefabriceerde Fluxhuizen.[1]
- 1970 - Hernieuwde belangstelling voor Performances, Fluxus opvoeringen en diners.
- 1975 - Conflicten over de legaliteit van het Fluxus Cooperative Building Project. Verliest een oog.
- 1976 - Verhuist naar New Marlborough, Massachusetts, waar hij een boerderij en een verlaten villa in een Fluxuscentrum verandert.
- 1977 - Fluxusfestival in Seattle.
- 1978 - Ziekte, trouwt op 25 februari met Billie Hutching, sterft op 9 mei 1978. Fluxbegrafenis op 13 mei. In Memoriam George Maciunas door Joseph Beuys en Nam June Paik op 7 juli in de kunstakademie Düsseldorf.

## Varia
Zijn bijnaam was: Mister Fluxus. Het woord Fluxus had Maciunas gevonden in een tijdschrift in Litouwen; het woord heeft meerdere betekenissen. Het verscheen voor het eerst in een openbaar kunstmanifest in 1963 in New York. Maciunas geniet binnen de kunstwereld van Litouwen status van 'Nationale volksheld' dankzij publicaties over hem, die in dat land werden uitgebracht door zijn collega; de filmmaker Jonas Mekas.